# Colégio Portuense
O Colégio Portuense foi inaugurado em 1876 no extinto Convento das Carmelitas, situado à Praça do Anjo. Era um estabelecimento de ensino modelo cujo proprietário e director era o professor Patrício Teodoro Álvares Ferreira.
Foram professores Augusto Luso, Basílio Teles, Joaquim de vasconcelos, José Joaquim Rodrigues de Freitas, Júlio de Matos, Ricardo Jorge, entre outros. E teve alunos como Leite de Vasconcelos, Santos Pousada,[carece de fontes?]
Nicolau Medina Ribas fez parte do corpo docente, nos anos lectivos de 1879/80 e 1880/81 na cadeira de Música.
Em 1877 saiu o primeiro número de "O Ensino – Jornal do Colégio Portuense" , o primeiro jornal português dedicado à pedagogia. Carolina Michaelis publicou três artigos ((Ano I, n.2 16 de Outubro de 1877, p. 9-15, n.° 3, 1 de Novembro de 1877, p. 17-19, e n.° 5, 1 de Dezembro de1877 p 33-39)) sobre a Cartilha Maternal e as Primeiras Leituras de João de Deus .
A Revista Lusófona de Genealogia e Heráldica publicou no seu nº 1, datado de 2006, o artigo "O Colégio Portuense - Um estabelecimento de ensino modelo do século XIX, Fundação, primeiros docentes e alunos".